# SMS Hindenburg
SMS Hindenburg là một tàu chiến-tuần dương của Hải quân Đế quốc Đức và là chiếc thứ ba thuộc lớp Derfflinger. Tên của nó được đặt nhằm vinh danh Thống chế Paul von Hindenburg, người chiến thắng trận Tannenberg và trận hồ Masurian, cũng là Tổng tư lệnh Tối cao Quân đội Đức từ năm 1916. Nó là chiếc tàu chiến chủ lực cuối cùng được Hải quân Đức chế tạo trong Chiến tranh Thế giới thứ nhất.
Hindenburg được đưa vào hoạt động trễ trong chiến tranh nên chỉ có cuộc đời hoạt động ngắn ngủi. Nó tham gia một ít cuộc xuất quân ngắn như là soái hạm của Đội Tuần tiễu 1 vào năm 1917-1918, nhưng không tham gia hoạt động chủ yếu nào. Cùng với phần còn lại của Hạm đội Biển khơi Đức, Hindenburg bị lưu giữ tại Scapa Flow sau khi đạt được thỏa thuận đình chiến vào tháng 11 năm 1918. Theo lệnh của Chuẩn đô đốc Ludwig von Reuter, tư lệnh lực lượng bị lưu giữ, các con tàu chiến Đức bị đánh đắm vào ngày 21 tháng 6 năm 1919. Hindenburg là con tàu cuối cùng bị chìm.

## Thiết kế và chế tạo
Được chế tạo bởi hãng Kaiserliche Werft tại xưởng đóng tàu của họ ở Wilhelmshaven, Hindenburg là chiếc thứ ba cũng là chiếc cuối cùng trong lớp Derfflinger, vốn còn bao gồm các chiếc Derfflinger và Lützow. Được đặt hàng dưới cái tên tạm thời Ersatz Hertha nhằm thay thế cho chiếc tàu tuần dương bảo vệ cũ Hertha, lườn của Hindenburg được đặt vào ngày 30 tháng 6 năm 1913. Nó được hạ thủy vào ngày 1 tháng 8 năm 1915, nhưng do thay đổi độ ưu tiên chế tạo trong thời chiến, nó chỉ hoàn tất vào ngày 10 tháng 5 năm 1917, lúc đã quá trễ để có hoạt động nào đáng kể trong Chiến tranh Thế giới thứ nhất. Vào thời đó, tình báo hải quân Anh tin rằng con tàu được đưa vào hoạt động trễ vì linh kiện của nó bị tháo dỡ phục vụ cho việc sửa chữa chiếc Derfflinger bị hư hại trong trận Jutland vào tháng 6 năm 1916. Thực ra công việc chế tạo tiến hành chậm là do thiếu nhân lực lao động tại xưởng tàu.
Dàn pháo chính của Hindenburg bao gồm tám khẩu pháo 30,5 cm (12,0 in) SK L/50 trên bốn tháp pháo nòng đôi, tương đương với hai con tàu chị em. Tuy nhiên các tháp pháo này thuộc kiểu Drh LC/1913, được cải tiến so với phiên bản Drh LC/1912 trên Derfflinger và Lützow, cho phép nâng các khẩu pháo lên tối đa đến góc 16° so với chỉ 13°5 trên kiểu trước. Điều này tạo ưu thế cho tháp pháo Drh LC/1913 có được tầm bắn tối đa xa hơn 2.000 m (2.200 yd) so với kiểu tháp pháo cũ. Giống như tàu chị em Lützow, Hindenburg được trang bị mười bốn khẩu pháo 15 cm (5,9 in) SK L/45 và bốn ống phóng ngư lôi ngầm 60 cm (24 in) thay vì mười hai khẩu 15 cm và bốn ống phóng 50 cm (20 in) như trên chiếc Derfflinger. Mặc dù dài hơn 2,5 m (8,2 ft) và nặng hơn 300 tấn (300 tấn Anh; 330 tấn Mỹ) so với các con tàu chị em, Hindenburg lại nhanh hơn, đạt được tốc độ tối đa 26,6 kn (49,3 km/h; 30,6 mph) khi chạy thử máy so với tốc độ 25,5 kn (47,2 km/h; 29,3 mph) của Derfflinger.

## Lịch sử hoạt động
SMS Hindenburg là chiếc tàu chiến-tuần dương cuối cùng được hoàn tất cho Hải quân Đế quốc Đức, vì vậy chỉ có một quãng đời phục vụ ngắn ngủi. Nó đi vào hoạt động thường trực vào ngày 20 tháng 10 năm 1917, dù sao cũng đã quá trễ để tham gia được chiến dịch chủ yếu nào trong chiến tranh.

### Trận Heligoland Bight thứ hai
Vào ngày 17 tháng 11, Hindenburg và Moltke cùng với các tàu tuần dương hạng nhẹ của Đội Tuần tiễu 2 đã hoạt động như lực lượng hỗ trợ từ xa cho các tàu quét mìn hoạt động ngoài khơi bờ biển Đức, khi các tàu quét mìn bị lực lượng Hải quân Anh tấn công. Các tàu chiến Anh tham gia bao gồm các tàu chiến-tuần dương mới Repulse, Courageous và Glorious. Tuy nhiên, cuộc bắn phá này diễn ra ngắn ngũi; vào lúc mà Hindenburg và Moltke đi đến nơi, các con tàu Anh đã tách ra khỏi trận chiến và rút lui. Đến ngày 23 tháng 11 Hindenburg thay thế cho Seydlitz trong vai trò soái hạm của Đội Tuần tiễu 1.

### Cuộc xuất quân 23 tháng 4 năm 1918
Vào cuối năm 1917, các lực lượng hạng nhẹ thuộc Hạm đội Biển khơi Đức bắt đầu can thiệp vào các đoàn tàu vận tải Anh đi đến Na Uy. Vào ngày 17 tháng 10, các tàu tuần dương hạng nhẹ Brummer và Bremse đã đánh chặn một trong các đoàn tàu vận tải, đánh chìm chín trong số mười hai tàu chở hàng và hai tàu khu trục hộ tống Mary Rose và Strongbow trước khi quay trở về Đức. Đến ngày 12 tháng 12, bốn tàu khu trục Đức đã phục kích một đoàn tàu vận tải thứ hai gồm năm tàu chở hàng và hai tàu khu trục, đánh chìm cả năm chiếc tàu chở hàng và một tàu khu trục. Sau hai đợt đánh phá này, Đô đốc David Beatty, tư lệnh Hạm đội Grand Anh Quốc, buộc phải cho tách ra một số thiết giáp hạm từ hạm đội chiến trận để hộ tống các đoàn tàu vận tải. Việc này đã phô bày cho Hải quân Đức một cơ hội mà họ đã chờ đợi trong suốt cuộc chiến tranh: khả năng cô lập và tiêu diệt từng phần Hạm đội Grand hùng mạnh. Phó đô đốc Franz von Hipper vạch ra kế hoạch: các tàu chiến-tuần dương của Đội Tuần tiễu 1 cùng các tàu tuần dương hạng nhẹ và tàu khu trục sẽ tấn công một trong các đoàn tàu vận tải, trong khi thành phần chủ lực của Hạm đội Biển khơi sẽ chờ đợi, sẵn sàng để tấn công hải đội thiết giáp hạm dreadnought Anh.
Lúc 05 giờ 00 ngày 23 tháng 4 năm 1918, Hạm đội Đức do Hindenburg dẫn đầu rời vũng biển Schillig; Đô đốc Hipper ra lệnh việc liên lạc bằng vô tuyến phải được giữ ở mức tối thiểu nhằm ngăn phía tình báo Anh chặn được các bức điện vô tuyến và biết được kế hoạch. Đến 06 giờ 10 phút, các tàu chiến-tuần dương Đức đến một vị trí khoảng 60 km (32 nmi) về phía Tây Nam Bergen, khi Moltke bị mất chân vịt phía trong bên mạn phải, khiến trục chân vịt quay tự do không thể kiểm soát làm hỏng một động cơ. Mảnh vỡ từ động cơ bị hỏng gây hư hại nhiều nồi hơi và thủng một lỗ trên lườn tàu; con tàu bị chết đứng giữa biển. Thủy thủ của con tàu ra sức sửa chữa tạm thời, cho phép Moltke di chuyển chậm ở tốc độ 4 kn (7,4 km/h; 4,6 mph). Lúc 09 giờ 38 phút, tàu tuần dương Strassburg tìm cách kéo con tàu, nhưng không thể thực hiện; đến 10 giờ 13 phút, thiết giáp hạm dreadnought Oldenburg được cho tách ra khỏi hạm đội chiến trận để kéo Moltke quay trở về cảng. Mặc dù gặp bất lợi này, Hipper vẫn tiếp tục hướng lên phía Bắc. Lúc 14 giờ 00, Hạm đội Đức đã băng ngang tuyến đường của đoàn tàu vận tải nhiều lần mà vẫn không tìm thấy chúng, nên đến 14 giờ 10 phút, Scheer cho quay mũi các con tàu dưới quyền trở về vùng biển Đức; và đến 18 giờ 37 phút, các con tàu Đức trở về vùng an toàn được các bãi mìn bảo vệ chung quanh căn cứ. Sau này người ta được biết đoàn tàu vận tải Anh khởi hành trễ hơn một ngày so với dự đoán trong kế hoạch của ban tham mưu Đức.

### Kế hoạch hoạt động cuối cùng

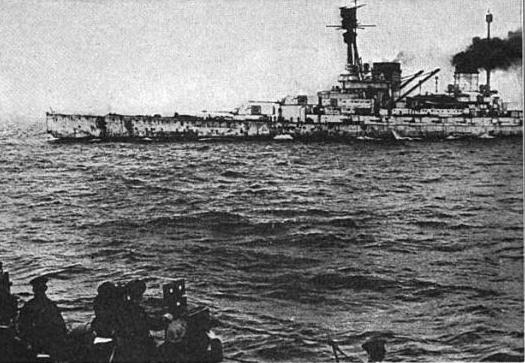
Hindenburg đang di chuyển đến Scapa Flow

Ngày 11 tháng 8 năm 1918, Hipper được thăng cấp Đô đốc và được giao quyền chỉ huy toàn bộ Hạm đội Biển khơi. Chuẩn đô đốc Ludwig von Reuter thay thế Hipper làm Tư lệnh Đội Tuần tiễu 1, ông đặt cờ hiệu của mình trên chiếc Hindenburg vào ngày hôm sau.
Hindenburg được dự định để tham gia hoạt động cuối cùng, một "chuyến đi tự sát" của Hạm đội Biển khơi, vào cuối tháng 10 năm 1918, không lâu trước khi Chiến tranh thế giới thứ nhất kết thúc. Phần lớn hạm đội sẽ xuất phát từ căn cứ của chúng ở Wilhelmshaven để đối đầu với Hạm đội Grand của Anh; Reinhard Scheer, lúc này là Đại Đô đốc (Großadmiral) của Hạm đội, dự định gây tổn thất cho Hải quân Anh càng nhiều càng tốt nhằm duy trì một vị thế mặc cả tốt cho việc thương lượng hòa bình của Đức bất chấp tổn thất có thể phải chịu đựng. Kế hoạch dự trù hai đòn tấn công đồng thời bởi các tàu tuần dương hạng nhẹ và tàu khu trục, gồm một xuống Flanders và đòn kia xuống tàu bè tại khu vực Thames estuary; Hindenburg cùng bốn tàu chiến-tuần dương khác sẽ hỗ trợ cuộc tấn công Thames. Sau hai đòn tấn công ban đầu, hạm đội sẽ tập trung ngoài khơi bờ biển Hà Lan, nơi sẽ quyết chiến trận cuối cùng với Hạm đội Grand. Tuy nhiên, khi hạm đội đang được tập trung tại Wilhelmshaven, thủy thủ trên các con tàu bắt đầu đào ngũ hàng loạt. Khi Derfflinger và Von der Tann đi qua các âu tàu phân cách cảng phía trong Wilhelmshaven và vũng biển, khoảng 300 người trên cả hai con tàu đã trèo qua mạn tàu và biến mất trên bờ.
Sáng ngày 29 tháng 10 năm 1918, mệnh lệnh được đưa ra để chuẩn bị khởi hành từ Wilhelmshaven để tập trung lực lượng tại Jade Estuary vào ngày hôm sau. Bắt đầu từ đêm 29 tháng 10, thủy thủ trên nhiều tàu chiến làm binh biến. Ba chiếc thuộc Hải đội Chiến trận 3 từ chối nhổ neo, và các hành động phá hoại xảy ra trên các chiếc Thüringen và Helgoland. Sự bất ổn lan rộng ra các tàu chiến khác, và cuối cùng chiến dịch phải bị hủy bỏ; và trong một cố gắng để dập tắt cuộc nổi loạn, Scheer ra lệnh phân tán hạm đội. Vào đầu tháng 11 năm 1918, cuộc Cách mạng Đức bắt đầu; dẫn đến việc đình chiến và kết thúc chiến tranh cũng như lật đổ nền quân chủ tại Đức.

### Số phận

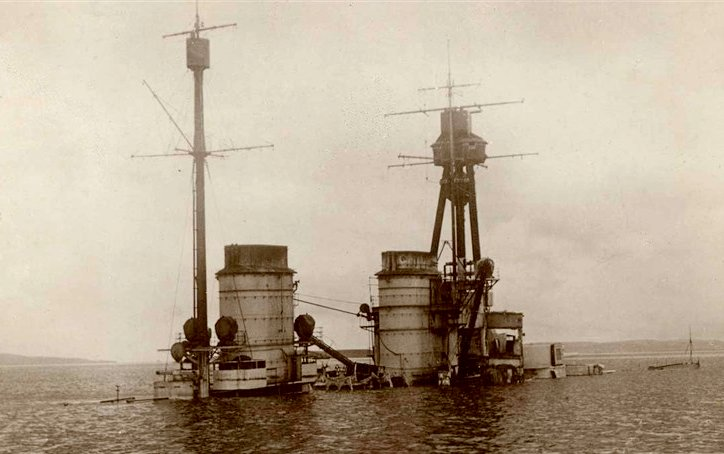
Hindenburg sau khi bị đánh đắm

Theo những điều khoản của Thỏa thuận Đình chiến nhằm kết thúc Thế Chiến I, hầu hết tàu chiến của Hạm đội Biển khơi, bao gồm Hindenburg và số tàu chiến-tuần dương còn lại, bị lưu giữ tại căn cứ hải quân Anh tại Scapa Flow. Ngày 21 tháng 11 năm 1918, các con tàu bị lưu giữ, gồm 14 tàu chiến chủ lực, bảy tàu tuần dương hạng nhẹ và 50 tàu phóng lôi hiện đại nhất, đã lên đường rời vùng biển Đức trong chuyến đi sẽ là chuyến sau cùng. Trước khi Hạm đội Đức khởi hành, Đô đốc Adolf von Trotha xác định lại với Chuẩn Đô đốc Ludwig von Reuter, người được giao quyền chỉ huy hạm đội bị cầm giữ, chỉ thị không được để cho phe Đồng Minh chiếm các con tàu trong bất kỳ tình huống nào. Hạm đội đã gặp gỡ tàu tuần dương hạng nhẹ Anh Cardiff, vốn đã dẫn đầu các con tàu Đức đi đến điểm gặp gỡ hạm đội Đồng Minh, một lực lượng khổng lồ bao gồm 370 tàu chiến của Anh, Mỹ và Pháp, vốn sẽ hộ tống hạm đội Đức đến Scapa Flow. Khi bị lưu giữ trong suốt thời gian diễn ra các cuộc đàm phán hòa bình, mà sau này cuối cùng sẽ dẫn đến Hiệp ước Versailles, các khẩu pháo của chúng bị bất hoạt bằng cách tháo bỏ khóa nòng, và con tàu được bảo trì bởi một thủy thủ đoàn gồm số lượng sĩ quan và thủy thủ tối thiểu.
Một bản in của báo The Times cung cấp thông tin cho von Reuter rằng Thỏa thuận Ngừng bắn sẽ hết hiệu lực vào giữa trưa ngày 21 tháng 6 năm 1919, thời hạn cuối cùng mà Đức phải ký vào Hiệp định hòa bình. Đô đốc Von Reuter đưa đến kết luận người Anh sẽ tìm cách chiếm hữu các con tàu Đức sau khi Thỏa thuận Ngừng bắn hết hiệu lực. Không biết rằng thời hạn của thỏa thuận đã được triển hạn đến ngày 23 tháng 6, ông quyết định đánh đắm các con tàu của mình vào cơ hội thuận tiện đầu tiên có được. Sáng ngày 21 tháng 6, Hạm đội Anh rời Scapa Flow tiến hành thực tập huấn luyện; và đến 11 giờ 20 phút Reuter truyền mệnh lệnh này đến các con tàu của mình. Hindenburg là con tàu cuối cùng bị chìm, lúc 17 giờ 00. Hạm trưởng của nó cố ý sắp xếp để con tàu được đánh đắm ở tư thế ngang bằng tạo sự dễ dàng cho thủy thủ đoàn thoát ra. Sau nhiều nỗ lực không thành công, cuối cùng nó được cho nổi lên vào ngày 23 tháng 7 năm 1930 để được tháo dỡ tại Rosyth từ năm 1930 đến năm 1932. Chiếc chuông của nó được trao lại cho Hải quân Liên bang Đức vào ngày 28 tháng 5 năm 1959.

Bản đồ vị trí các con tàu bị đánh đắm tại Scapa Flow. Hindenburg được đánh dấu với số 21